# Hibiscus acicularis
Hibiscus acicularis är en malvaväxtart som beskrevs av Standley. Hibiscus acicularis ingår i Hibiskussläktet som ingår i familjen malvaväxter. Inga underarter finns listade i Catalogue of Life.